# Inversie Walden

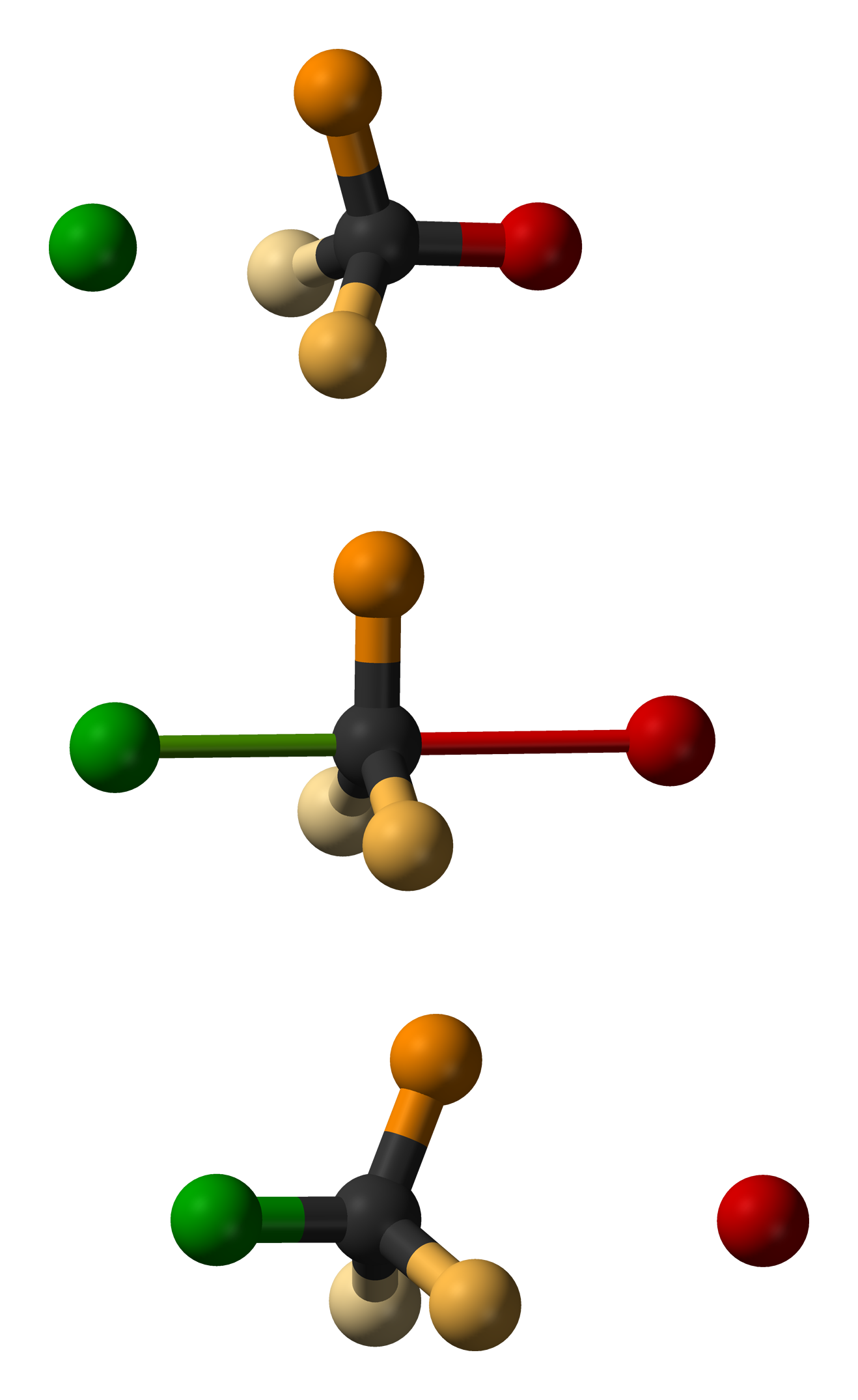
Reprezentare a celor trei etape a reacției S_{N}2, în care se observă inversia Walden. Specia nucleofilă este colorată în verde, nucleofugul în roșu, iar substituenții în nuanțe de oranj.

Inversia Walden reprezintă inversia unui centru chiral dintr-o moleculă în timpul unei reacții chimice. Din moment ce o moleculă poate avea doi enantiomeri la un centru de chiralitate, inversia Walden decurge cu inversarea configurației unei molecule, cu trecerea dintr-un enantiomer în altul. Cel mai cunoscut exemplu de reacție este substituția nucleofilă bimoleculară (SN2), în care inversia Walden are loc la atomul de carbon tetraedric, ca în imaginea din dreapta.

## Ciclul Walden
Inversia Walden a fost observată pentru prima dată de Paul Walden în anul 1896, când a reușit conversia unui enantiomer a unui compus în celălalt enantiomer, și invers, urmând un așa-numit ciclu Walden.